# カルデア典礼カトリック教会
カルデア典礼カトリック教会（カルデアてんれいカトリックきょうかい、英語: Chaldean Catholic Church; シリア語（シリア文字セルトー体）: ܥܕܬܐ ܟܠܕܝܬܐ ܩܬܘܠܝܩܝܬܐ, ʿīdtha kaldetha qāthuliqetha; アラビア語: الكنيسة الكلدانية al-Kanīsa al-kaldāniyya; ラテン語: Ecclesia Chaldaeorum Catholica）は、東方諸教会ネストリウス派・アッシリア東方教会（東シリア典礼/カルデア典礼）の流れを汲む東方典礼カトリック教会の1つ。

## 概要
教団の名前の由来は、アッシリア帝国滅亡後に起こった新バビロニアを建てたカルデア人に由来する。
モンゴル帝国崩壊後、14世紀後期のティムールのユーラシア征服活動により、アッシリア東方教会の規模は縮小し、総主教座はアルコーシュ（現イラク北部）に移ることとなった。
その後、1552年に信徒の一部がアッシリア東方教会の総主教世襲制に反発して離反、バグダードに総大司教座（バビロン総大司教座）を置いた。その後1830年に、正式にローマ教皇の首位権とカトリックの教義を信認し、ネストリウス派の教義を棄て、カトリック教会と合同（フル・コミュニオンの関係に移行）して、東方典礼カトリック教会の一派となった。
しかし、古典シリア語とアッシリア現代アラム語（東シリア語）を典礼と一部信徒（アッシリア人）の会話に用いるなど、外面的には東方教会と変わらない。
同じくネストリウス派（東シリア典礼/カルデア典礼）の流れを汲む東方典礼カトリック教会としては、インドのシリア＝マラバル典礼カトリック教会がある。
現在は、主にイラク北部とアメリカ合衆国のデトロイトに信者を有する。